# Борисов, Евгений Иванович
Евге́ний Ива́нович Бори́сов (1853—1900) — русский публицист и общественный деятель, этнограф.

## Биография
Родился в семье священника в селе Вербовец Киевской губернии. В 1869 году окончил Уманское духовное училище и поступил в Киевскую духовную семинарию, не окончив которую, в 1873 году перешёл на юридический факультет Новороссийского университета. В 1877 году окончил Новороссийский университет со степенью кандидата юридических наук. Служил в делопроизводителем в Одесской городской управе.
В 1870-е годы входил в состав одесского украинофильского кружка. Одесским генерал-губернатором Э. И. Тотлебеном за политическую неблагонадёжность был выслан в 1879 году; находился в ссылке в Красноярске, затем в Верхоянске. В 1881 году получил разрешение вернуться из ссылки и приехал в Киев. Затем арестовывался по делу о лицах, укрывавших И. Присецкого; с 22 сентября 1884 года был подчинён гласному надзору полиции на три года. Проживал под надзором в Варшавской губернии. С 1887 года работал в «Одесском вестнике». Впоследствии работал помощником присяжного поверенного при одесском окружном суде, в херсонском земстве (1891—1900). Состоял членом киевского и одесского юридических обществ.
Умер 6 (19) мая 1900 года. Был похоронен в Одессе на 1-м Христианском кладбище.

## Публицист
Писал с 1875 года — газетно-публицистические статьи по вопросам внутренней жизни, экономическим, крестьянскому, польскому, украинскому, сектантскому, литературно-критические, корреспонденции из Австрийской Украины и Сибири, а также театральные очерки. Печатался в «Новороссийском Телеграфе», «Киевском телеграфе», «Одесском вестнике». Сотрудничал в галицийских передовых журналах «Молот», «Дзвии» и «Громадський Друг» (1878). Участвовал в редактировании газет «Заря» (ред. М. И. Кулишера в Киеве), «Одесский Вестник» (конца 1880-х годов), редактировал «Херсонский земский сборник» (1896—1900).
Публиковал статьи в киевских, одесских, петербургских и сибирских газетах, а также в русских и украинских журналах (перечисление работ Борисова — в «Критико-биографическом словаре» С. А. Венгерова), а также переводы произведений польских писателей (Крашевского, Балуцкого, Прусса, Ожешко и др.). Более крупные статьи Борисова: «Малорусское сельское общество», «Нищенство по русскому законодательству» («Слово», 1879), «Малорусская драматическая литература» («Северный Вестник», 1885), о Костомарове, о польско-русских отношениях («Неделя», 1885—1887).
Обширное сочинение «Якутская область и якуты» встретило препятствия при печатании в «Сибирском Сборнике», очерки «По Сибири» по цензурным условиям не могли быть напечатаны в «Русской Мысли», куда были приняты.